# Force Trax
Le Force Trax est une série de « véhicules utilitaires multiples » (MUV) construits par le constructeur automobile indien Force Motors, à Pune, en Inde. Cette société phare du groupe du Dr. Abhay Firodia fut connue, durant les années de 1958 à 2005, sous le nom de Bajajaj Tempo Motors, car elle est née d'une coentreprise entre Bachraj Trading Ltd. et la société allemande Tempo.

## Les moteurs Tracks
Il existe également une version SUV appelée Gama, spécialement destinée aux acheteurs civils. Le Trax est aussi appelé Cruiser, Gurkha ou Judo, selon les versions.
Les véhicules sont de construction simple et durable, adaptés aux conditions difficiles rencontrées dans la campagne indienne. À l'origine, la marque déclinait trois modèles ; le Town and Country, le Trax Challenger et le Pick-up. En 1998, le "Tempo Trax Gurkha" à quatre roues motrices fut introduit, il était particulièrement destiné dès son origine aux militaires Depuis lors, une pléthore de versions sont apparues: des SUV à toit ouvert, des breaks relativement luxueux, des camionnettes à ridelles (Kargo King), des ambulances, des fourgonnettes et de nombreuses carrosseries spéciales sont proposées sur trois empattements différents de 2400 mm, 3030 mm (Kargo King)
Les moteurs utilisés étaient à l'origine des moteurs Mercedes-Benz OM616 2.4 litre quatre cylindres diesel, avec une version turbo disponible pour le haut de gamme Trax Gurkha, mais ceux-ci ont été remplacés par un plus gros moteur de 2.6 litres TD 2650 F, toujours d'origine Mercedes-Benz. La puissance est de 61 ch à 3 200 tr/min, avec un moteur 75 ch turbocompressé (TD 2650 FTI) utilisée pour la version 4x4 Gurkha
Aux Philippines, le Tempo Trax rebadgé Togo Tracker est fabriqué localement par le concessionnaire Morales Motors. Le Tracker était également proposé en tant que fourgon ou châssis-cabine pour les jeepneys et les camions utilitaires.

## Galerie

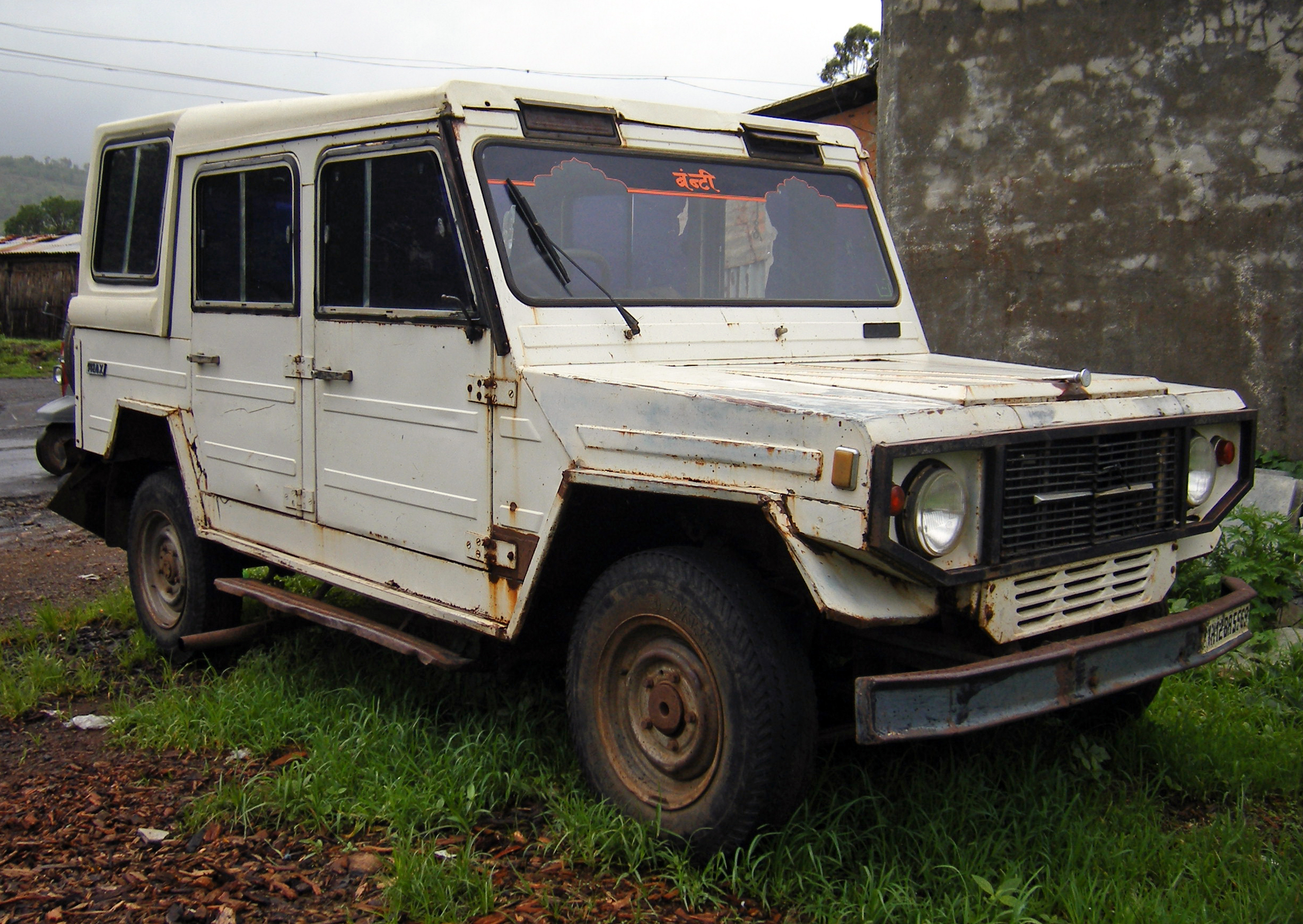
Premier modèle de Tempo Tracks
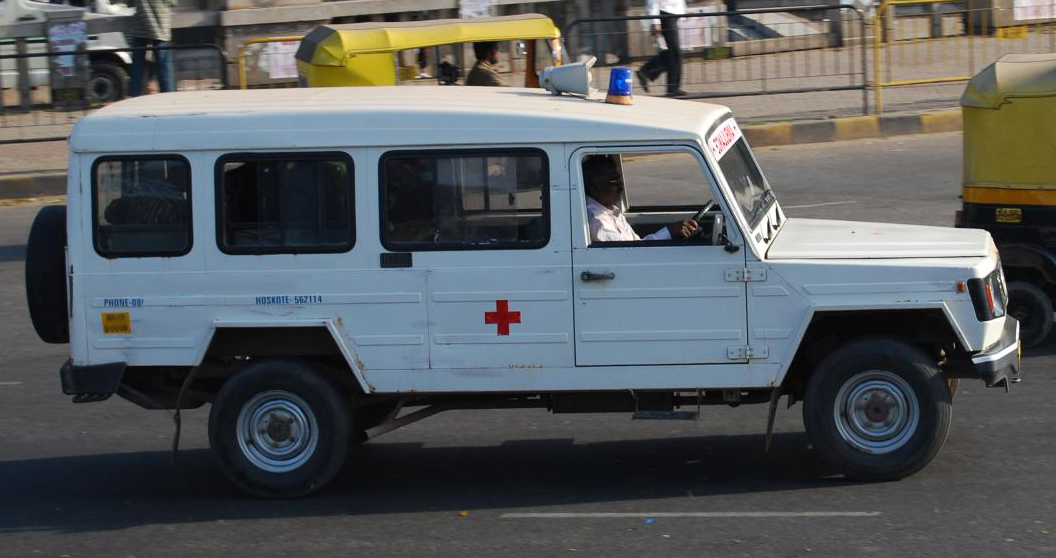
Ambulance Tempo Trax (LWB)
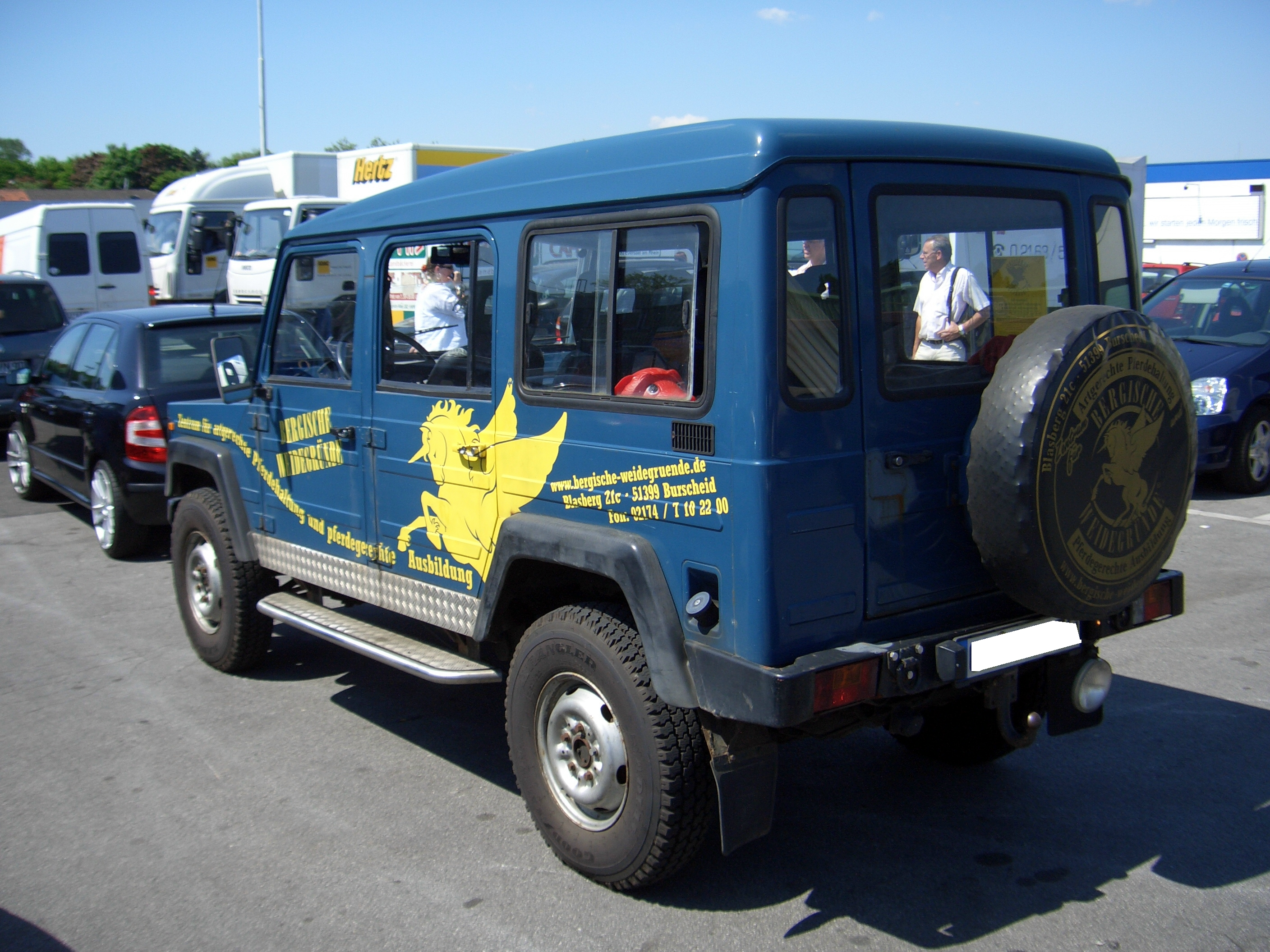
Tempo Trax Judo/Gurkha